# Gostinari
Gostinari is een Roemeense gemeente in het district Giurgiu.

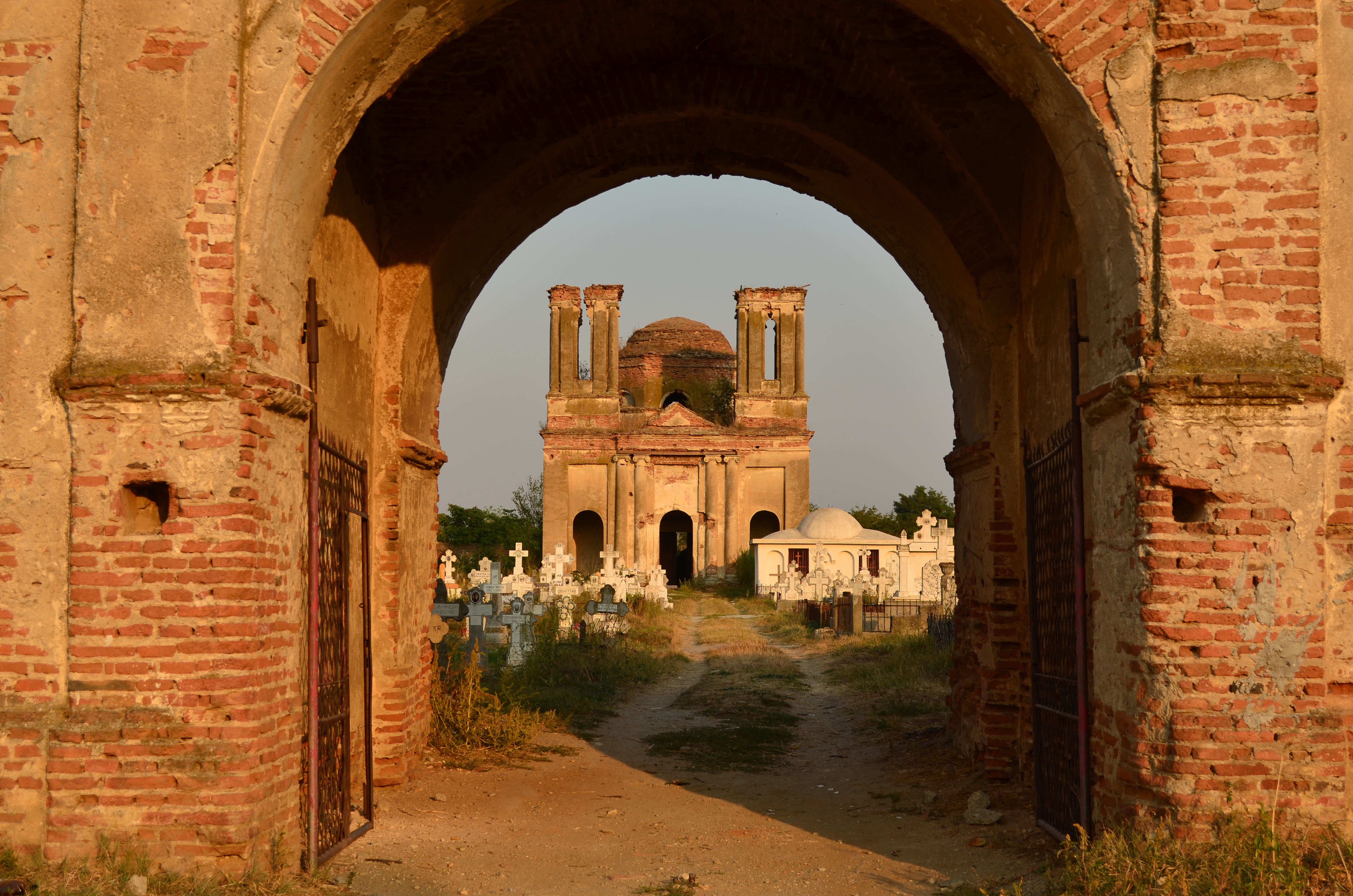
Basiliek

Gostinari telt 2534 inwoners.